# ジェフリー・アマースト (初代アマースト男爵)

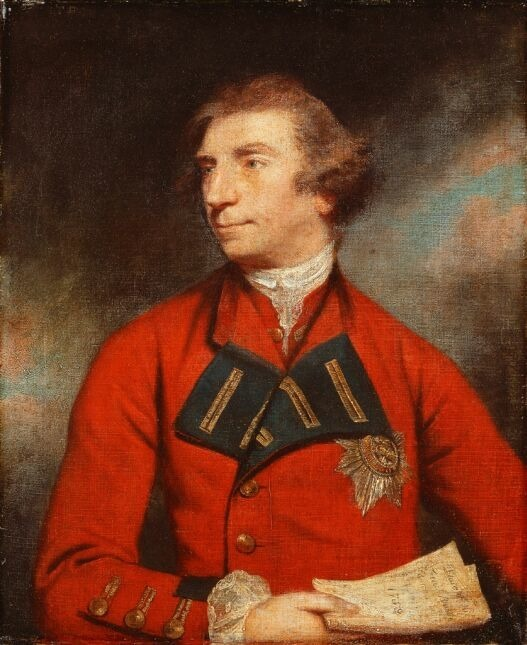
ジェフリー・アマースト

初代アマースト男爵 ジェフリー・アマースト（Jeffery Amherst, 1st Baron Amherst、ファーストネームはしばしばGeoffreyまたはJeffreyと綴られる、1717年1月29日 - 1797年8月3日、バス勲章受勲者）は、イギリス軍の将軍である。フレンチ・インディアン戦争を勝利に導いた英雄であり、北アメリカの植民地を統括する総督となった。しかし、アメリカ州の先住民族のことをあらゆる面で理解できず、その押し付けた政策によって先住民族の反感を買い、ポンティアック戦争を引き起こすことになった。第2代男爵でのち初代アマースト伯爵となったウィリアム・ピット・アマースト は、自由貿易実現のため、清に派遣されたことで有名である。のち、ベンガル総督（1823年 - 1828年）を務めた。

## 軍歴
アマーストはイギリスのケント州セブノークスで生まれ、14歳で兵士になった。アマーストは、七年戦争、特に北アメリカではフレンチ・インディアン戦争として知られる戦争で名声を得た。
1758年、アマーストはイギリス軍によるルイスバーグ包囲戦を指揮し、北アメリカのイギリス軍総司令官となって、カナダにあったフランス領の大半を占領することに貢献した。1759年、アマーストはシャンプレーン湖侵攻軍を率い、ジェームズ・ウルフ将軍のケベック市占領を支援した。1760年9月8日、アマーストはモントリオールを占領し、北アメリカにおけるフランスの支配を終わらせた。アマーストは、フランス軍の指揮官レビ伯爵の「名誉降伏」（降伏しても軍旗だけは維持できる儀礼上の権利）を拒んだので、レビ伯爵は激高し、降伏するよりも軍旗を焼くことを選んだ。アマーストは1760年から1763年までカナダの軍政府長官を務めた。
フレンチ・インディアン戦争の後はイギリスと先住民族の間の敵意によって、北アメリカの歴史では初めての生物兵器が使われる計画が文書化された。1763年のポンティアック戦争の勃発に反応して、アマーストは反逆を終わらせるために天然痘を武器として使うことを示唆した。アマーストの部下ヘンリー・ブーケット大佐との往復書簡の中で、2人は天然痘に感染した毛布を贈り物にすることで、インディアン達を感染させる可能性について議論した。実際にはアマーストもブーケットも知らないうちに、ピット砦の指揮官がこの戦術そのものを既に実行に移していた。アマーストは戦争の総指揮を執っており、ブーケットと取り交わした書簡があるために、その名前がこの出来事に結び付けられてはいるが、アマーストの事前の承知なしにこの試みが行われたことは証拠が裏付けている。この試みが成功したか否かは明らかでない（詳細はポンティアック戦争を参照）。

## 政歴
アマーストは1759年から1768年までバージニア植民地の名目上の総督であったが、実質上はフランシス・フォーキエが総督代行を続けていた。1760年から1763年まではイギリスの北アメリカ領初代総督となった。この職務は現代でもカナダ総督という形で引き継がれている。
アマーストは1776年に貴族に列せられ、ホームズデイルのアマースト男爵となった。アメリカ独立戦争の間は、敵側にいる多くの者と親しい関係にあったために、アマーストは従軍を拒否し続けた。アマーストは1778年にイギリス陸軍の最高指揮官となり、同じ年に陸軍元帥に昇った。
アメリカ合衆国とカナダには、アマーストに因んで名づけられた場所がいくつかある。オンタリオ州アマーストバーグ、ここにはアマースト高校もある。マサチューセッツ州アマースト、ここにはアマースト大学がある。ニューハンプシャー州アマースト、ノバスコシア州アマースト、ニューヨーク州アマースト、バージニア州アマースト郡、およびオンタリオ州アマースト島がある。

## モントリオール・ハウス
1760年にモントリオールを奪取した後、アマーストは故郷のセブノークスにモントリオール・ハウスを建て、本拠地とした。19世紀遅くから20世紀初めにかけて、この家では毎年アマースト家がリバーヘッド村に設立した小学校を卒業した子供達を招いて夏のピクニックを催した。この小学校は今でもアマースト家の紋章を用いている。アマースト家の家産が傾き、家は20世紀遅くに取り壊され、土地は住宅開発に使われた。今日1つのオベリスクと八角形の守衛詰所が記念に残されている。オベリスクの碑文は消えかけてはいるものの、カナダ戦役での主役について名前をあげていない。過度の謙譲によるものなのか、あるいは誰もがそれを知っているはずだという驕りなのかであろう。
その碑文は次のように読める。
1761年1月25日、この父祖の地に3人の兄弟が会する神慮と幸福を記念して。3人は6年間の栄えある戦争に従軍し様々な気候や季節そして戦いの中で成功を収めてきた。
最も有能な政治家に捧げる。彼の作戦によってケープブレトンとカナダが征服され、その影響によってイギリス軍は過去に無いほどの栄光を掴んだ。
ルイスバーグ要塞はフランスの6個大隊とともに降伏した、1758年7月26日

デュケーヌ砦陥落、1758年11月24日

ナイアガラ砦降伏、1759年7月25日

タイコンデロガ砦陥落、1759年7月26日

クラウンポイント陥落、1759年8月4日

ケベック占領、1759年9月18日

レビ砦降伏、1760年8月25日

イル・オ・ノワ放棄、1760年8月28日

モントリオール降伏、カナダとフランスの10個大隊が武器を置いた、1760年9月8日

ニューファンドランドのセントジョンズ再奪取、1762年9月18日